# Psicologia geral
Psicologia geral é uma subdisciplina da psicologia. Seu nome se deve ao fato de se dedicar ao estudo das funções mentais comuns a todos os seres humanos - ao contrário de outras subdisciplinas, como a psicologia da personalidade. uma área importante da psicologa geral é a psicologia cognitiva.

## Áreas de estudo
A psicologia geral dedica-se sobretudo ao estudo dos seguintes temas:
- Percepção
- Consciência e atenção
- Motivação
- Emoção
- Volição ou vontade
- Aprendizagem
- Cognição
- Memória e conhecimento
- Linguagem
- Pensamento
- Resolução de problemas e lógica